# ديسماس
ديسماس (بعرف باسم اللص التائب واللص الصالح واللص الممتن واللص اليمين) هو قديس عند أتباع الديانة المسيحية وهو أحد اللصين الذين صلبا مع يسوع وفقاً لرواية إنجيل لوقا الذي ذكر قصة الصلب في العهد الجديد . حيث يذكر النص الإنجيلي طلب اللص من يسوع أن يذكره في مملكته، بينما يسخر منه لص الآخر جستاس (لص اليسار) ويتحدى يسوع ليخلص نفسه ويخلصه ويثبت له أنه المسيح المنتظر.
تقدسه الكنيسة الكاثوليكية ويعيد له في 25 مارس من كل عام إلى جانب عيد البشارة بسبب التقليد المسيحي القديم  بأن المسيح (واللص التائب) قد صُلبا وماتا بالضبط في ذكرى تجسد المسيح .
أُطلق عليه اسم ديسماس في إنجيل نيقوديموس وهو معروف تقليديًا في الكاثوليكية باسم القديس ديسماس (أحيانًا ديماس ؛ باللغتين الإسبانية والبرتغالية ديماس). منحت تقاليد أخرى أسماء أخرى:
- في الكنيسة القبطية الأرثوذكسية ورواية يوسف الرامي ، يُدعى ديماس. [6][7]

- في مخطوطة كولبيرتينوس ، يُدعى زوثام أو زواثان. [8]

- في الكنيسة الأرثوذكسية الروسية ، يدعى راخ. [9]

## إنجيل لوقا

### رواية
صُلب رجلان في نفس الوقت الذي صلب فيه يسوع ، أحدهما عن يمينه والآخر عن يساره (متى 27 :38 ، مرقس 15: 27-28 ، 32 ، لوقا 23: 33 ، يوحنا 19 :18) ،سخر اللصان من يسوع (متى 27 :44 ، مرقس 15: 32) ؛ لكن لوقا يذكر الرواية كما يلي :
39 وَكَانَ وَاحِدٌ مِنَ الْمُذْنِبَيْنِ الْمُعَلَّقَيْنِ يُجَدِّفُ عَلَيْهِ قَائِلًا: «إِنْ كُنْتَ أَنْتَ الْمَسِيحَ، فَخَلِّصْ نَفْسَكَ وَإِيَّانَا!»
40 فَأجَابَ الآخَرُ وَانْتَهَرَهَُ قَائِلًا: «أَوَلاَ أَنْتَ تَخَافُ اللهَ، إِذْ أَنْتَ تَحْتَ هذَا الْحُكْمِ بِعَيْنِهِ؟
41 أَمَّا نَحْنُ فَبِعَدْل، لأَنَّنَا نَنَالُ اسْتِحْقَاقَ مَا فَعَلْنَا، وَأَمَّا هذَا فَلَمْ يَفْعَلْ شَيْئًا لَيْسَ فِي مَحَلِّهِ».
42 ثُمَّ قَالَ لِيَسُوعَ: «اذْكُرْنِي يَا رَبُّ مَتَى جِئْتَ فِي مَلَكُوتِكَ».
43 فَقَالَ لَهُ يَسُوعُ: «الْحَقَّ أَقُولُ لَكَ: إِنَّكَ الْيَوْمَ تَكُونُ مَعِي فِي الْفِرْدَوْسِ».

## معرض الصور

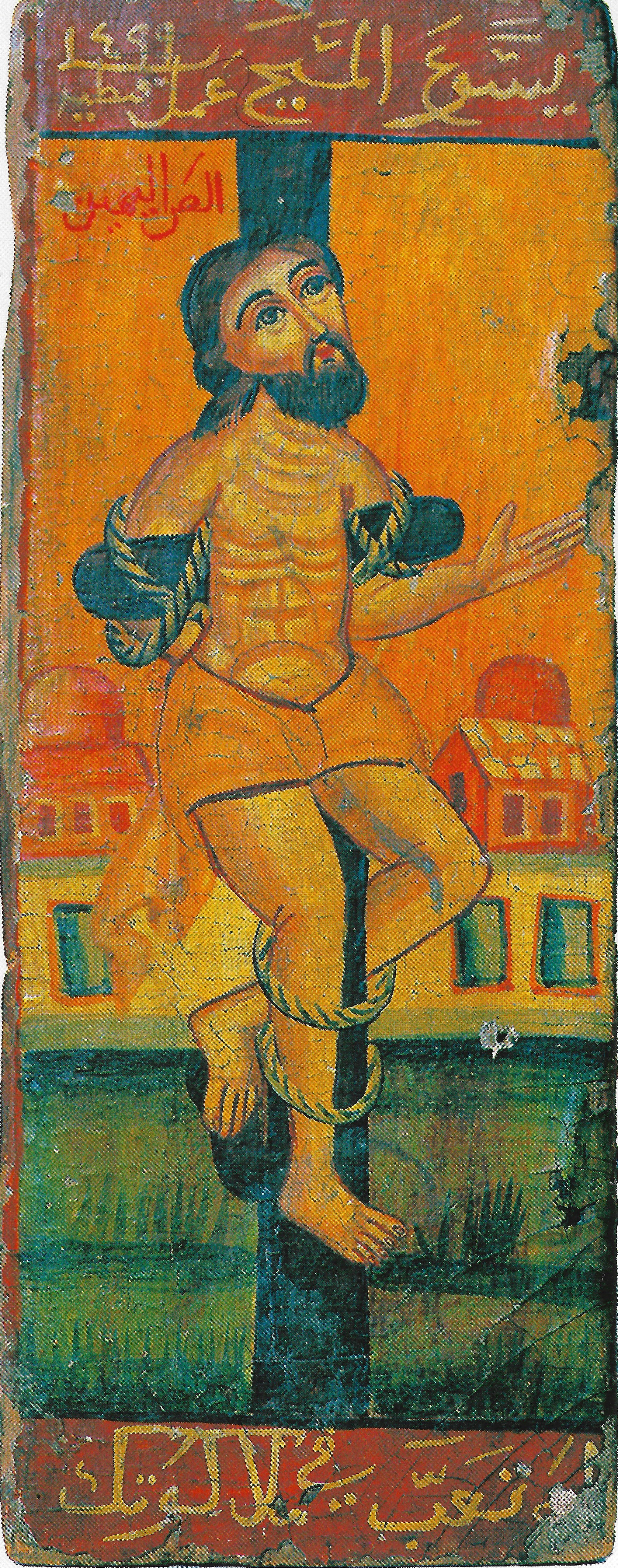
أيقونة تصور لص اليمين في المعرض الوطني في برلين